# Salvo Pogliese
Salvatore Domenico Antonio Pogliese, detto Salvo (Catania, 3 marzo 1972), è un politico italiano, dal 13 ottobre 2022 senatore della Repubblica per Fratelli d'Italia.
È stato sindaco di Catania e dell'omonima città metropolitana dal 2018 al 2022.

## Biografia

### Gli inizi
Laureato in economia e commercio, inizia giovanissimo a fare politica nel Fronte della Gioventù, l'organizzazione giovanile del Movimento Sociale Italiano, di cui è stato segretario provinciale di Catania.
Consigliere d'amministrazione dell'Università di Catania per gli studenti di destra dal 1993 al 1997, nel 1996 diventa segretario regionale di Azione Giovani. Primo eletto nel novembre 1997 al consiglio comunale di Catania in Alleanza Nazionale.
Dal 2003 al 2005 è stato assessore allo sviluppo economico nella giunta provinciale di Catania presieduta da Raffaele Lombardo.

### Deputato dell'ARS
Alle elezioni regionali in Sicilia del 2006 vien eletto all'Assemblea regionale siciliana nelle liste di Alleanza Nazionale, in rappresentanza della circoscrizione di Catania. Viene riconfermato alle elezioni anticipate del 2008, con 18.945 preferenze (il 9% di quelle espresse) tra le liste del Popolo della Libertà (PdL), diventando poi vice-capogruppo PdL all'ARS..
Ricandidato per la terza volta alle regionali siciliane del 2012, viene rieletto con 11.932 preferenze (il 16% di quelle espresse) nel PdL all'Ars, dove diventa componente della c emissione "Esame delle attività dell'Unione Europea" e l'11 dicembre 2012 viene eletto vicepresidente dell'Assemblea.

### Europarlamentare
Il 16 novembre 2013 Pogliese, con la sospensione delle attività del Popolo della Libertà, aderisce alla rinascita di Forza Italia, con cui alle elezioni europee del 2014 viene candidato al Parlamento europeo, tra le sue liste nella circoscrizione Italia insulare, risultando eletto europarlamentare come il primo degli eletti con 61.186 preferenze, dimettendosi il 30 giugno da deputato regionale e vicepresidente dell'Ars optando per lo scranno di europarlamentare.

### Sindaco di Catania
In vista delle elezioni amministrative del 2018, a febbraio 2018 si candida a sindaco di Catania, sostenuto da Forza Italia, Fratelli d'Italia, Unione di Centro, Noi con Salvini, DiventeràBellissima di Nello Musumeci e le liste civiche Salvo Pogliese Sindaco, Grande Catania, In Campo con Pogliese e Catania in Azione, vincendo al primo turno del 10 giugno con il 52,29% dei voti, battendo il sindaco uscente del centro-sinistra Enzo Bianco, che si ferma al 26,41%. Il 9 luglio successivo, presso Palazzo degli Elefanti, presenta la nuova giunta comunale, mantenendo al personale le deleghe della Polizia Municipale ed all'Urbanistica. Il 14 luglio si dimette da europarlamentare.
Il 17 aprile 2019 decide di lasciare Forza Italia, in contrasto con la linea politica del coordinatore regionale in Sicilia Gianfranco Miccichè, e quasi tre mesi dopo aderisce a Fratelli d'Italia, del quale diventa anche coordinatore regionale per la Sicilia orientale.

#### Sospensione da sindaco
Il 23 luglio 2020, a seguito della condanna in primo grado per le "spese pazze" all'Assemblea regionale siciliana, Pogliese viene sospeso dalla carica di sindaco, in applicazione della legge Severino sui casi di decadenza dei diritti degli amministratori locali coinvolti in provvedimenti penali. Dopo una sospensione durata 4 mesi, viene reintegrato nelle vesti di sindaco il 5 dicembre successivo, poiché il Tribunale civile di Catania ha trasmesso gli atti della richiesta di annullamento alla Corte costituzionale.
Il 24 gennaio 2022 viene nuovamente sospeso da sindaco per conto della prefettura di Catania, dopo che nel dicembre dell'anno precedente la Corte costituzionale dichiarò non fondate le questioni di legittimità.

### Elezione a senatore
Dopo essersi dimesso definitivamente da sindaco il 28 luglio 2022, alle elezioni politiche anticipate del 2022 si candida al Senato della Repubblica, tra le liste di Fratelli d'Italia nel collegio plurinominale Sicilia - 02 in terza posizione, risultando eletto senatore. Nella XIX legislatura è componente della 9ª Commissione Industria, commercio, turismo, agricoltura e produzione agroalimentare, dove ricopre l'incarico di capogruppo per Fratelli d'Italia, e della Commissione parlamentare per il contrasto degli svantaggi derivanti dall'insularità.